# Pionerplante
Pionerplanter er de planter, som etablerer sig efter katastrofer, som har udryddet den hidtidige vegetation. De er kendetegnet ved, at de kan klare de barske forhold på en nøgen jord, og desuden har de enten en meget stor, årlig frøproduktion, eller også opretholder de en stor frøpulje i jorden.

## Økologisk betydning
I en overordnet, økologisk sammenhæng kan pionerplanterne beskrives som arter, der klarer sig ved r-strategi, dvs. ved høj reproduktionsevne. Ved den stofophobning, som opstår, når pionerplanterne dør og bliver nedbrudt, ændres jordbundsforholdene i retning af stigende humusindhold. Det medfører en øget evne til at fastholde vand og mineralske næringsstoffer. Dertil skal lægges den virkning, det har, at pionerplanterne skaber et mildere mikroklima med læ, svagere temperaturudsving og højere luftfugtighed. Tilsammen skaber det basis for, at der kan foregå en indvandring af planter med en K-strategi, dvs. planter der er effektive i konkurrencen om lys, næring og vand.

## Eksempler på pionerplanter
- Sand-Hjælme – på klitter
- Almindelig Brandbæger – på ruderater
- Forskellige lavarter – på sten og klipper
- Grønalger – i ferskvand
- Vorte-Birk – i skovrydninger
- Hedelyng - på heder